# Relazione (filosofia)

Schema esemplificativo delle relazioni che possono stabilirsi fra principi, archetipi, o discipline di un trivio, concorrendo a formare un'unità, sul modello dello scudo trinitario.

In filosofia il termine relazione indica la modalità con cui diverse entità interagiscono tra loro. Il tema è stato trattato in modo analitico da Aristotele, con significati leggermente diversi nella Metafisica, nei Topici e nelle Categorie (7, 8, a 33). In queste opere egli definisce la relazione come «ciò che si comporta in un certo modo verso qualcos'altro».

## Storia del termine
Aristotele riprese e ampliò la dottrina dei cinque generi sommi di Platone, definendole come categorie (o relazioni) reali ed oggettive fra le sostanze, necessarie e sufficienti a definire l'individuo. I cinque generi sommi enunciati nel "Sofista" di Platone erano: essere, identico, diverso, stasi e movimento. L'unità nel molteplice delle ultime quattro è detta "koinonia": termine tradotto con comunanza, implicazione formale e materiale, e allo stesso tempo appartenenza di idee.
Perciò dire A=B equivale ad affermare al contempo che A sia parte di B e viceversa (cioè che B sia parte di A), dunque A e B si coimplicano: o sono il medesimo essere o sono lo stesso modo di essere della sostanza. In questo modo, Platone superava la crisi della filosofia di Parmenide, per la quale la diversità nell'essere è un paradosso ed era possibile solo un giudizio del tipo A=A.
Agostino d'Ippona approfondisce il tema della relazione soprattutto nel De Trinitate, laddove afferma che l'interazione tra Dio Padre e il Figlio non è né secondo la sostanza né per accidente, ma secondo il relativo (Sulla Trinità, V,  iv‐v,  6). Va detto, tuttavia, come per il filosofo di Ippona sia in particolare lo Spirito Santo a creare movimento, mediante la relazione d'amore, tra Dio Padre e Cristo. Dunque, la Trinità è il Signore stesso inteso al contempo sia come una sola sostanza (essenza) che come tre persone (Padre-Figlio-Spirito Santo), tra cui esiste un rapporto eterno di amore, condivisione, contemplazione silenziosa e dialogo. La stessa parola greca Logos deriva da un verbo che significa “tenere legato”, quindi relazione.
Secondo Simplicio (Ad Cat., 61 b) la relazione è da vedersi come una "disposizione verso qualcosa". Gli Scolastici utilizzarono il termine per avvalorare il rapporto tra l'unità divina e la Trinità, in particolare san Tommaso d'Aquino che difendeva l'assoluta realtà di tale relazione (Summa Th., 1°, q 13, a 7). Egli ribadì che le relazioni di amore, conoscenza, comunione, partecipazione, condivisione e dialogo tra le tre divine persone non sono accidenti, bensì sono da sempre e per sempre. Utilizzò il termine "sussistente" per indicare delle relazioni che sono nell'eternità. Solo in Dio la relazione è sostanza e Atto puro, essendo l'essenza divina identità di atto e perfezione. La relazione nell'intelletto fra il Padre e il Figlio si sostanzia e personificarsi nella generazione e processione eterna del Verbo; la relazione nella volontà di amore tra il Padre e il Figlio si sostanzia fino a personificarsi nello Spirito Santo. 
Duns Scoto riprende il concetto di «disposizione». La realtà della relazione era invece negata da Guglielmo di Ockham perché avrebbe moltiplicato gli enti all'infinito (rasoio di Ockham).
In età moderna Locke considera le relazioni come "idee complesse" (Saggio sull'intelletto umano, II, 12, 17).
Christian Wolff (Logica, § 856) pensava che la relazione fosse "ciò che non concerne una cosa se non rispetto a un'altra".
Nella Fenomenologia dello Spirito di Hegel (1807) – una travagliata storia evolutiva delle diverse forme o figure dello Spirito – viene trattato, tra l'altro, il tema della relazione tra coscienze. La Fenomenologia è, più in generale, una «storia dell'esperienza della coscienza». Progressivamente lo Spirito si evolve dalla dimensione soggettiva (personale) a quella oggettiva (tra l'altro istituzionale), fino alla dimensione assoluta (con la triade arte-religione-filosofia), che consente di cogliere la logica del tutto (l'intero, l'Assoluto).
Per poter comprendere l'individuo concreto e le sue relazioni, secondo Hegel bisogna al contempo comprendere l'evoluzione dell'umanità, «l'esperienza delle relazioni spirituali e del loro divenire» (Hyppolite).
Nella Fenomenologia riveste una particolare importanza la dialettica servo-padrone: storicamente si verifica una lotta per la libertà, a cui una delle due persone in conflitto è costretta a rinunciare per avere salva la vita. Anche se il padrone è apparentemente più forte, in realtà dipende dal servo, superiore moralmente e indispensabile per la vita materiale del primo. Il servo non può esistere senza il padrone né quest’ultimo senza l'altro. Lo svolgersi della relazione tra autocoscienze (soggetti) implica una lotta per il reciproco riconoscimento, che tuttavia si è conclusa provvisoriamente con l'assoggettamento del servo.
La dialettica hegeliana si basa sulla triade tesi-antitesi-sintesi: è una logica che supera sia quella aristotelica che la logica kantiana perché spiega il movimento dello Spirito e della storia. Dato che tutto ciò che è razionale è reale e tutto ciò che è reale è razionale, secondo Hegel la relazione conflittuale tra i due momenti della tesi e dell'antitesi si risolverà ogni volta in un momento superiore (sintetico) che nega i precedenti e al contempo li incorpora (così come il frutto è il risultato del bocciolo e del fiore, che però non esistono più nella loro forma perché sono fasi precedenti, rispettivamente la tesi e l'antitesi).
La dialettica hegeliana trova in Marx un autorevole erede radicale, in senso non solo analitico-critico, ma anche strettamente rivoluzionario. La storia consiste nella lotta tra classi, in particolare tra quella dominante e quella subalterna (Manifesto del partito comunista, scritto con Engels e pubblicato nel 1848). La relazione socio-economica tra classi è strutturalmente conflittuale e si risolve ogni volta in una sintesi.
In età moderna questa relazione - a giudizio di Marx - si è configurata come conflitto tra borghesi e operai, con i primi che sfruttano i secondi e s’impadroniscono del loro pluslavoro.
La struttura economica dà forma agli assetti sociali, mentre mantiene una relazione "proiettiva" e "mistificante" con l'ideologia da essa prodotta (sono "sovrastruttura" la religione, la cultura, la politica, ecc.). La borghesia spaccia i propri interessi di classe per interessi collettivi - ad esempio la tutela della proprietà privata dei mezzi di produzione -, ma si tratta di un inganno e di un  "mascheramento" che deve essere svelato e superato.
La fase storica capitalista non potrà che risolversi, secondo Marx, che con una rivoluzione della classe proletaria. Col comunismo idealmente le relazioni tra classi cesseranno di essere conflittuali perché non ci saranno più divisioni: niente più classi né proprietà privata, né danaro né divisione del lavoro. Solo così per Marx l’uomo – in una sorta di paradiso laico – diventerà materialmente libero, non più assoggettato a nessuno, non oppresso da alcuna relazione socio-economica dannosa per l’evoluzione del singolo e dell’intera società umana.
La relazione fra essere, enti e Dasein è l'argomento centrale del saggio Essere e tempo di Heidegger.
Infine, in età contemporanea Peirce (Collected Papers, 3, 416) riprende in parte la definizione aristotelica del concetto di relazione, enunciandola in The Logic of Relatives del 1897 in senso strettamente logico.